# Alchemilla purpurascens
Alchemilla purpurascens är en rosväxtart som beskrevs av Sergei Vasilievich Juzepczuk. Alchemilla purpurascens ingår i släktet daggkåpor, och familjen rosväxter. Inga underarter finns listade i Catalogue of Life.